# Female Economist of the Year
Female Economist of the Year var ett stipendium som årligen delas ut vid Handelshögskolan i Stockholm. Prisets utdelning har pausats från 2020. Stipendiet instiftades 2001 av den svensk-amerikanska affärskvinnan Barbro Ehnbom och delas ut i samarbete med ett värdföretag som erbjuder praktikarbete. Efter att kopplingarna med Epstein avslöjats "genomfördes en administrativ separation mellan Barbro Ehnboms fond och Handelshögskolan". Det första värdföretaget var Pfizer. Därutöver har även Boston Consulting Group och Spotify varit värdföretag. Syftet är att inspirera unga kvinnor och långsiktigt bidra till att öka andelen kvinnor på ledande positioner inom svenskt näringsliv.  
Samtliga kvinnliga studenter vid Handelshögskolan i Stockholm kunde söka stipendiet, som årligen delas ut under en ceremoni på Handelshögskolan i Stockholm. 

## Stipendiater
- 2019 Sofia Fölster
- 2018 Nadja Abbas
- 2016 Mikaela Lundh
- 2015 Anna Lundin
- 2014 Lisa Parfelt
- 2013 Indra Andersson-Santiago
- 2012 Klaudyna Augler
- 2011 Helena Edrén
- 2010 Saana Azzam
- 2009 Carolina Lindholm
- 2008 Lina Rörby
- 2007 Raheleh Nassaji
- 2006 Martina Lind
- 2005 Susanna Francke
- 2004 Åsa Carlsson
- 2003 Maria Hamrin
- 2002 Blenda Kangas
- 2001 Anna Levander